# Marius Katiliškis
Marius Katiliškis (Albinas Marius Vaitkus do 1949; ur. 15 września 1914 w Gruzdziach, gubernia kowieńska, zm. 17 grudnia 1980 w Lemont, przedmieście Chicago) – pisarz diaspory litewskiej.

## Biografia
Rodzice pochodzili z Żagariszek. Przyszły pisarz urodził się w miejscowości Gruździe, ale dzieciństwo i wczesną młodość spędził we wsi Katiliszki (od tej nazwy wziął się jego pseudonim), kilka kilometrów od Żagorów. Marius był dziewiątym dzieckiem z jedenaściorga dzieci.
Uczęszczał do szkoły podstawowej w Žagaorach i liceum zawodowego, pracował w gospodarstwie rodziców. Pierwsze jego wiersze ukazały się w 1931 r. w szawlskim tygodniku „Naujienos”, utwory prozatorskie ukazują się od 1932 roku w czasopismach „Trimitas”, „Jaunoji karta”, „Naujio Romuva”, „Kūryba”. W 193 roku. został powołany do armii litewskiej, służył w Szawlach jako radiooperator w batalionie łączności. 1 października 1941 roku rozpoczął pracę jako bibliotekarz w bibliotece w Poswole. 14 października 1941 roku ożenił się w kościele Saločiai z Elze Avižonyte, nauczycielką matematyki urodzoną w Chicago.
W czasie II wojny światowej w 1944 r. wstąpił Zespołu Obrony Narodowej, brał udział w walkach pod Sedą z armią ZSRR. Następnie przeniósł się do Niemiec, brał udział w montażu fortyfikacji w Prusach Wschodnich. Po wojnie wysiedleńcy przebywali w obozach pracy na terenie Niemiec: Flensburg, Dieburg, Hanau, Freiburg. Współpracował w prasie litewskich uchodźców wojennych. Przez pewien czas studiował sztukę we Fryburgu (Szwajcaria). Później trafił do obozu dla przesiedleńców w Belgii. Aby uchronić się przed ewentualnym przymusowym powrotem do niewoli, zmienił w obozie dokumenty, przyjmując nazwisko M. Katiliškis.
W 1949 roku przybył do Stanów Zjednoczonych. 8 grudnia 1949 roku w Brooklynie po raz drugi ożenił się z poetką Zinaidą Nagytė (Liūnė Sutemė). Mieszkał na przedmieściach Chicago, Lemont, w domu, który sam zbudował. Pracował jako kopacz otworów, później w odlewni stali, inne prace pomocnicze. Pochowany na Litewskim Cmentarzu Narodowym w Chicago.

## Sztuka
Na emigracji napisał 4 powieści, 2 tomy opowiadań, dzienniki podróżnicze: „Nieszczęście” (1946), „Lata wygnania” (1947), „Užuovėja” (1952), „W lesie przychodzi jesień” (1957), „Nie ma powrotu dla tych, którzy wyjechali” (1958), „Niedziela za miastem” (1963), „Poniedziałek na ulicy Szmaragdowej” (1993) i inne.
W 2002 w archiwum literatury i sztuki litewskiej odnaleziono niepublikowany rękopis zbioru opowiadań M. Katiliškisa „Powrót starego żołnierza”, powstałego w 1944 r.; w 2003 zbiór ten ukazał się nakładem wydawnictwa „Šiaurės Lietuva”.
Najsłynniejsze powieści pisarza „Užuovėja” i „Miškais ateina ruduo”, nie otrzymały jednak prestiżowych nagród Litewskiego Stowarzyszenia Pisarzy Diaspory (LRD). M. Katiliškis bardzo wycierpiał z tego powodu, nawet opuścił towarzystwo. Jednak w 1962 r Nagrodę LRD przyznano za pracę „Prasilenkimo valandos”. Jest także laureatem nagród twórczych Encyklopedii Litewskiej i Santaras-Šviesa .
Powieść M. Katiliszki „Miškais ateina ruduo” była jedną z nielicznych publikacji emigrantów opublikowanych na sowieckiej Litwie. W rezultacie był kilkakrotnie przesłuchiwany przez FBI.